# Persone di nome Robert/Attori
| Questa pagina contiene informazioni ricavate automaticamente dalle voci biografiche con l'ausilio del template Bio e di un bot. L'aggiornamento è periodico e automatico e ricostruisce completamente la pagina. Se manca una persona in questa lista, sei pregato di non aggiungerla, ma accertati piuttosto che la sua voce biografica contenga il template Bio e che i dati anagrafici siano correttamente compilati. Se il template Bio manca, inseriscilo tu stesso o, in alternativa, metti l'avviso {{tmp\|Bio}} che ne segnala la mancanza. Se i dati riportati sono sbagliati, correggi direttamente la voce biografica; le modifiche saranno visibili in questa lista entro pochi giorni. Per chiarimenti vedi il progetto antroponimi. La lista contiene solo le 297 persone che sono citate nell'enciclopedia e per le quali è stato implementato correttamente il template Bio. Pagina aggiornata al 22 lug 2025. |

Questa è una lista di persone presenti nell'enciclopedia che hanno il nome Robert e sono attori.

## A(12)
- Robert Adair, attore statunitense (San Francisco, n. 1900 - Londra, † 1954)
- Robert Adams, attore britannico (Georgetown, n. 1906 - Georgetown, † 1965)
- Robert Adamson, attore statunitense (Salt Lake City, n. 1985)
- Robert Addie, attore britannico (Londra, n. 1960 - Cheltenham, † 2003)
- Scott Adsit, attore, comico e scrittore statunitense (Northbrook, n. 1965)
- Robbie Amell, attore canadese (Toronto, n. 1988)
- Bob Anderson, attore e schermidore britannico (Gosport, n. 1922 - West Sussex, † 2012)
- Robert Anderson, attore danese (Odense, n. 1890 - Los Angeles, † 1963)
- Robert Aramayo, attore britannico (Kingston upon Hull, n. 1992)
- Robert Armstrong, attore statunitense (Saginaw, n. 1890 - Santa Monica, † 1973)
- Robert Arthur, attore statunitense (Aberdeen, n. 1925 - Aberdeen, † 2008)
- Robert Atzorn, attore tedesco (Bad Polzin, n. 1945)

## B(25)
- Robert Baker, attore statunitense (n. 1979)
- Bob Balaban, attore, regista e produttore cinematografico statunitense (Chicago, n. 1945)
- Robert Barrat, attore statunitense (New York, n. 1889 - Hollywood, † 1970)
- Robert Bathurst, attore inglese (Accra, n. 1957)
- Robert Beatty, attore canadese (Hamilton, n. 1909 - Londra, † 1992)
- Robert Beltran, attore statunitense (Bakersfield, n. 1953)
- Robert Belushi, attore statunitense (Chicago, n. 1980)
- Rob Benedict, attore statunitense (Columbia, n. 1970)
- Robert Berri, attore francese (Parigi, n. 1912 - Rueil-Malmaison, † 1989)
- Robert Bice, attore statunitense (Dallas, n. 1914 - Los Angeles, † 1968)
- Rob Bogue, attore e doppiatore statunitense (Minden, n. 1964)
- Robert Bolder, attore britannico (Londra, n. 1859 - Beverly Hills, † 1937)
- Robert Boon, attore statunitense (Haarlem, n. 1916 - Los Angeles, † 2015)
- Robert Bray, attore statunitense (Kalispell, n. 1917 - Bishop, † 1983)
- Ben Browder, attore statunitense (Memphis, n. 1962)
- Robert Brower, attore statunitense (Point Pleasant, n. 1850 - Hollywood, † 1934)
- Robert Brown, attore britannico (Swanage, n. 1921 - Swanage, † 2003)
- Robert Curtis Brown, attore statunitense (Bucks County, n. 1957)
- Reb Brown, attore statunitense (Los Angeles, n. 1948)
- Robert Brown, attore statunitense (Trenton, n. 1926 - Ojai, † 2022)
- Robert Brubaker, attore statunitense (Robinson, n. 1916 - Riverside, † 2010)
- Robert Buckley, attore statunitense (West Covina, n. 1981)
- Robert John Burke, attore statunitense (New York, n. 1960)
- Robert Burton, attore statunitense (Eastman, n. 1895 - Woodland Hills, † 1962)
- Robert Ryan, attore statunitense (Chicago, n. 1909 - New York, † 1973)

## C(27)
- Robert Cain, attore statunitense (Chicago, n. 1886 - New York, † 1954)
- Bobby Campo, attore statunitense (Wheeling, n. 1983)
- Bobby Cannavale, attore statunitense (Union City, n. 1970)
- Robert Capron, attore e doppiatore statunitense (Providence, n. 1998)
- Robert Carlyle, attore, regista e doppiatore scozzese (Glasgow, n. 1961)
- Robert Carradine, attore statunitense (Los Angeles, n. 1954)
- Robert Carson, attore canadese (Carman, n. 1909 - Atascadero, † 1979)
- Bertie Carvel, attore, cantante e doppiatore britannico (Marylebone, n. 1977)
- Robert Cavanah, attore e regista scozzese (Edimburgo, n. 1965)
- Bobby Clark, attore statunitense (Springfield, n. 1888 - New York, † 1960)
- Robert Clark, attore statunitense (Chicago, n. 1987)
- Robert Clarke, attore statunitense (Oklahoma City, n. 1920 - Valley Village, † 2005)
- Robert Clary, attore francese (Parigi, n. 1926 - Los Angeles, † 2022)
- Bob Clendenin, attore statunitense (Newark, n. 1964)
- Robert Clohessy, attore statunitense (New York, n. 1957)
- Robert Colbert, attore statunitense (Long Beach, n. 1931)
- Robert Conrad, attore e regista statunitense (Chicago, n. 1935 - Malibù, † 2020)
- Robert Coogan, attore statunitense (Glendale, n. 1924 - Los Angeles, † 1978)
- Robert Coote, attore britannico (Londra, n. 1909 - New York, † 1982)
- Rob Corddry, attore e comico statunitense (Weymouth, n. 1971)
- Robert Cornthwaite, attore statunitense (St. Helens, n. 1917 - Woodland Hills, † 2006)
- Robert Costanzo, attore e doppiatore statunitense (New York, n. 1942)
- Bob Crane, attore statunitense (Waterbury, n. 1928 - Scottsdale, † 1978)
- Robert Cuccioli, attore e baritono statunitense (Hempstead, n. 1958)
- Robert Culp, attore, sceneggiatore e regista statunitense (Oakland, n. 1930 - Los Angeles, † 2010)
- Robert Cummings, attore e regista statunitense (Los Angeles, n. 1895 - Los Angeles, † 1949)
- Robert Schwartzman, attore e cantante statunitense (Los Angeles, n. 1982)

## D(14)
- Robert Davi, attore, regista e cantante statunitense (New York, n. 1951)
- Robert De Niro, attore e produttore cinematografico statunitense (New York, n. 1943)
- Bob Denver, attore e comico statunitense (New Rochelle, n. 1935 - Winston-Salem, † 2005)
- Robert Dhéry, attore, regista e sceneggiatore francese (Saint-Denis, n. 1921 - Parigi, † 2004)
- Bobby Di Cicco, attore e comico statunitense (Itasca, n. 1954)
- Robert Dinesen, attore e regista danese (Copenaghen, n. 1874 - Berlino, † 1972)
- Robert DoQui, attore e doppiatore statunitense (Stillwater, n. 1934 - Los Angeles, † 2008)
- Robert Donner, attore statunitense (New York, n. 1931 - Los Angeles, † 2006)
- Robert Douglas, attore e regista britannico (Fenny Stratford, n. 1909 - Encinitas, † 1999)
- Robert Downey Jr., attore e produttore televisivo statunitense (New York, n. 1965)
- Robert Downey Sr., attore, sceneggiatore e regista statunitense (New York, n. 1936 - New York, † 2021)
- Bobby Driscoll, attore statunitense (Cedar Rapids, n. 1937 - New York, † 1968)
- Robert Drivas, attore e regista teatrale statunitense (Chicago, n. 1938 - New York, † 1986)
- Robert Duvall, attore, regista e sceneggiatore statunitense (San Diego, n. 1931)

## E(11)
- Robert Easton, attore statunitense (Milwaukee, n. 1930 - Los Angeles, † 2011)
- Robert Eddison, attore britannico (Blackburn, n. 1908 - Londra, † 1991)
- Robert Edeson, attore statunitense (Los Angeles, n. 1868 - Hollywood, † 1931)
- Bobby Edner, attore statunitense (Downey, n. 1988)
- Robert Egon, attore tedesco (Sindelfingen, n. 1966 - Torvaianica, † 2010)
- Robert Ellenstein, attore statunitense (Newark, n. 1923 - Los Angeles, † 2010)
- Bob Elliott, attore e comico statunitense (Winchester, n. 1923 - Phippsburg, † 2016)
- Robert Ellis, attore, sceneggiatore e regista statunitense (New York, n. 1892 - Santa Monica, † 1974)
- Robert Emhardt, attore statunitense (Indianapolis, n. 1914 - Ojai, † 1994)
- Rob Estes, attore statunitense (Norfolk, n. 1963)
- Robert Harron, attore statunitense (New York, n. 1893 - New York, † 1920)

## F(12)
- Robert V. Ferguson, attore scozzese (Dumbarton, n. 1848 - New York, † 1913)
- Robert Finster, attore austriaco (Bruck an der Mur, n. 1984)
- Robert Flemyng, attore britannico (Liverpool, n. 1912 - Londra, † 1995)
- Robert Forster, attore statunitense (Rochester, n. 1941 - Los Angeles, † 2019)
- Robert Foulk, attore statunitense (Filadelfia, n. 1908 - Los Angeles, † 1989)
- Robert Foxworth, attore statunitense (Houston, n. 1941)
- Robert Francis, attore statunitense (Glendale, n. 1930 - Burbank, † 1955)
- Robert Frazer, attore cinematografico statunitense (Worcester, n. 1891 - Los Angeles, † 1944)
- Robert Fucilla, attore e produttore cinematografico inglese (Londra, n. 1980)
- Robert Fuller, attore statunitense (Chicago, n. 1933)
- Robert Funaro, attore statunitense (Coney Island, n. 1959)
- Robert Fyfe, attore scozzese (Kirkcaldy, n. 1930 - Kirkcaldy, † 2021)

## G(20)
- Robert Gaillard, attore, regista e scrittore statunitense (Adrian, n. 1868 - Glendale, † 1941)
- Robert Gant, attore statunitense (Tampa, n. 1968)
- Robert Ben Garant, attore, regista e comico statunitense (Cookeville, n. 1970)
- Rob Garrison, attore statunitense (Wheeling, n. 1960 - Wheeling, † 2019)
- Robert Ginty, attore, regista e sceneggiatore statunitense (Brooklyn, n. 1948 - Los Angeles, † 2009)
- Robert Gist, attore e regista statunitense (Miami, n. 1917 - Contea di Butte, † 1998)
- Robert Glenister, attore inglese (Watford, n. 1960)
- Bobcat Goldthwait, attore, comico e cabarettista statunitense (Syracuse, n. 1962)
- Robert Gordon, attore statunitense (Belleville, n. 1895 - Victorville, † 1971)
- Robert Gordon, attore e regista statunitense (Pittsburgh, n. 1913 - Los Angeles, † 1990)
- Robert Gossett, attore statunitense (New York, n. 1954)
- Robert Graf, attore tedesco (Witten, n. 1923 - Monaco di Baviera, † 1966)
- Robert Graham Jr., attore statunitense (Baltimora, n. 1858 - New York, † 1916)
- Bruce Gray, attore canadese (San Juan, n. 1936 - Los Angeles, † 2017)
- Dabbs Greer, attore statunitense (Fairview, n. 1917 - Pasadena, † 2007)
- Clark Gregg, attore e regista statunitense (Boston, n. 1962)
- Robert Greig, attore australiano (Melbourne, n. 1879 - Los Angeles, † 1958)
- R. Henry Grey, attore statunitense (Oakland, n. 1891 - Los Angeles, † 1934)
- Rob Guest, attore e cantante inglese (Birmingham, n. 1950 - Melbourne, † 2008)
- Bob Gunton, attore statunitense (Santa Monica, n. 1945)

## H(24)
- Robert Haiat, attore statunitense
- Robert David Hall, attore statunitense (East Orange, n. 1947)
- Jefferson Hall, attore britannico (Coventry, n. 1977)
- Robert Lowery, attore statunitense (Kansas City, n. 1913 - Los Angeles, † 1971)
- Robert Hardy, attore britannico (Cheltenham, n. 1925 - Londra, † 2017)
- Robert Harper, attore statunitense (New York, n. 1951 - Rotterdam, † 2020)
- Robert H. Harris, attore statunitense (New York, n. 1911 - Los Angeles, † 1981)
- Bob Hastings, attore e doppiatore statunitense (Brooklyn, n. 1925 - Burbank, † 2014)
- Bobby Rolofson, attore statunitense (n. 1968 - † 1984)
- Robert Hays, attore statunitense (Bethesda, n. 1947)
- Rib Hillis, attore, modello e personaggio televisivo statunitense (Suffern, n. 1970)
- Robert Hirsch, attore francese (L'Isle-Adam, n. 1925 - Parigi, † 2017)
- Robert Hoffman, attore, ballerino e coreografo statunitense (Gainesville, n. 1985)
- Robert Hoffmann, attore austriaco (Salisburgo, n. 1939 - Salisburgo, † 2022)
- Robert Hogan, attore statunitense (New York, n. 1933 - † 2021)
- Bob Holt, attore e doppiatore statunitense (Saint Louis, n. 1928 - Van Nuys, † 1985)
- Robert Homans, attore statunitense (Malden, n. 1877 - Los Angeles, † 1947)
- Robert Horton, attore statunitense (Los Angeles, n. 1924 - Los Angeles, † 2016)
- Bob Hoskins, attore britannico (Bury St Edmunds, n. 1942 - Londra, † 2014)
- Robert Hossein, attore, regista e sceneggiatore francese (Parigi, n. 1927 - Essey-lès-Nancy, † 2020)
- Robert Earl Hughes, attore statunitense (Baylis, n. 1926 - Bremen, † 1958)
- Robert Hugues-Lambert, attore francese (Parigi, n. 1908 - Flossenbürg, † 1945)
- Bobby Hutchins, attore statunitense (Tacoma, n. 1925 - Merced, † 1945)
- Robert Hutton, attore statunitense (Kingston, n. 1920 - Kingston, † 1994)

## I(3)
- Robert Iler, attore statunitense (New York, n. 1985)
- Robert Ito, attore televisivo, ballerino e doppiatore canadese (Vancouver, n. 1931)
- Bob Ivy, attore e stuntman statunitense (n. 1970)

## J(10)
- Robert Jacks, attore e compositore statunitense (Monterey, n. 1959 - Austin, † 2001)
- Robert James-Collier, attore e modello britannico (Stockport, n. 1976)
- Robert Jarczyk, attore, regista e sceneggiatore tedesco (Monaco di Baviera, n. 1959)
- Rob Jarvis, attore britannico (n. 1965)
- Robert Jayne, attore statunitense (n. 1973)
- Michael Jeter, attore statunitense (Lawrenceburg, n. 1952 - Los Angeles, † 2003)
- Robert Joel, attore statunitense (Macon, n. 1944 - Riverside, † 1992)
- Robert Earl Jones, attore e pugile statunitense (Senatobia, n. 1910 - Englewood, † 2006)
- Bobby Jordan, attore statunitense (Harrison, n. 1923 - Los Angeles, † 1965)
- Robert Joy, attore canadese (Montréal, n. 1951)

## K(13)
- Robert Karnes, attore statunitense (Paducah, n. 1917 - Sherman Oaks, † 1979)
- Robbie Kay, attore britannico (Lymington, n. 1995)
- Robert Kazinsky, attore e modello britannico (Haywards Heath, n. 1983)
- Brian Keith, attore statunitense (Bayonne, n. 1921 - Malibù, † 1997)
- Robert Keith, attore statunitense (Fowler, n. 1898 - Los Angeles, † 1966)
- Robert Kelker-Kelly, attore statunitense (Wichita, n. 1964)
- Rob Kerkovich, attore statunitense (Springfield, n. 1979)
- Robert Kerman, attore e attore pornografico statunitense (New York, n. 1947 - New York, † 2018)
- Patrick Kilpatrick, attore statunitense (Orange, n. 1949)
- Robert Knapp, attore statunitense (Los Angeles, n. 1924 - Glendale, † 2001)
- Robert Knepper, attore statunitense (Fremont, n. 1959)
- Robert Knox, attore britannico (Kent, n. 1989 - Sidcup, † 2008)
- Bob Kortman, attore statunitense (Brackettville, n. 1887 - Long Beach, † 1967)

## L(17)
- Robert La Tourneaux, attore e modello statunitense (Saint Louis, n. 1940 - New York, † 1986)
- Robert LaSardo, attore statunitense (New York, n. 1963)
- Robert Lamoureux, attore, regista e commediografo francese (Parigi, n. 1920 - Boulogne-Billancourt, † 2011)
- Robert Lansing, attore statunitense (San Diego, n. 1928 - New York, † 1994)
- Robert Le Vigan, attore francese (Parigi, n. 1900 - Tandil, † 1972)
- Bobby Lee, attore statunitense (San Diego, n. 1971)
- Robert Leffler, attore cinematografico, regista e cantante lirico tedesco (Aschersleben, n. 1866 - Düsseldorf, † 1940)
- Robert Sean Leonard, attore statunitense (Westwood, n. 1969)
- Robert Lewis, attore e regista statunitense (Brooklyn, n. 1909 - New York, † 1997)
- Robert Lindsay, attore inglese (Ilkeston, n. 1949)
- Robert Livingston, attore statunitense (Quincy, n. 1904 - Tarzana, † 1988)
- Robert Loggia, attore statunitense (New York, n. 1930 - Los Angeles, † 2015)
- Robert Lonsdale, attore britannico (Marsden, n. 1983)
- Robert Loraine, attore, impresario teatrale e aviatore inglese (New Brighton, n. 1876 - Londra, † 1935)
- Rob Lowe, attore statunitense (Charlottesville, n. 1964)
- Robert LuPone, attore statunitense (Brooklyn, n. 1946 - † 2022)
- Robert Lynen, attore e partigiano francese (Sarrogna, n. 1920 - Karlsruhe, † 1944)

## M(19)
- Robert Emms, attore britannico (Horley, n. 1986)
- Robert MacNaughton, attore statunitense (New York, n. 1966)
- Robert Madison, attore italiano (Roma, n. 1967)
- Robert Maillet, attore e ex wrestler canadese (Sainte-Marie-de-Kent, n. 1969)
- Robert Mammone, attore australiano (Adelaide, n. 1971)
- Robert Mandan, attore statunitense (Clever, n. 1932 - Los Angeles, † 2018)
- Robert B. Mantell, attore scozzese (Irvine, n. 1854 - Atlantic Highlands, † 1928)
- Bob Martin, attore, comico e librettista canadese (Londra, n. 1962)
- Robert Maschio, attore statunitense (New York, n. 1966)
- Robert McKim, attore statunitense (San Francisco, n. 1886 - Hollywood, † 1927)
- Robert Duncan McNeill, attore e regista statunitense (Raleigh, n. 1964)
- Robert McWade, attore statunitense (Buffalo, n. 1872 - Culver City, † 1938)
- Robert Miano, attore statunitense (New York, n. 1942)
- Robert Middleton, attore statunitense (Cincinnati, n. 1911 - Encino, † 1977)
- Robert Mitchum, attore statunitense (Bridgeport, n. 1917 - Santa Barbara, † 1997)
- Bobby Coleman, attore statunitense (Pasadena, n. 1997)
- Bob Morley, attore australiano (Kyneton, n. 1984)
- Robert Morley, attore britannico (Semley, n. 1908 - Reading, † 1992)
- Robert Morse, attore e cantante statunitense (Newton, n. 1931 - Los Angeles, † 2022)

## N(3)
- Robert Naylor, attore canadese (Pointe-Claire, n. 1996)
- Robert Newman, attore statunitense (Los Angeles, n. 1958)
- Robert Newton, attore inglese (Shaftesbury, n. 1905 - Beverly Hills, † 1956)

## O(7)
- Michael O'Hare, attore statunitense (Chicago, n. 1952 - New York, † 2012)
- Con O'Neill, attore e cantante britannico (Weston-super-Mare, n. 1966)
- Robert O'Reilly, attore statunitense (New York, n. 1950)
- Bob Odenkirk, attore, comico e sceneggiatore statunitense (Berwyn, n. 1962)
- Robert Oliveri, attore statunitense (Los Angeles, n. 1978)
- Robert Osterloh, attore statunitense (Pittsburgh, n. 1918 - Los Osos, † 2001)
- Rob Ostlere, attore britannico

## P(13)
- Robert Pastorelli, attore statunitense (New Brunswick, n. 1954 - Los Angeles, † 2004)
- Robert Patrick, attore statunitense (Marietta, n. 1958)
- Robert Pattinson, attore e modello britannico (Londra, n. 1986)
- Scott Paulin, attore statunitense (Steubenville, n. 1950)
- Rob Paulsen, attore e doppiatore statunitense (Detroit, n. 1956)
- Bob Peck, attore britannico (Leeds, n. 1945 - Londra, † 1999)
- Robert Petkoff, attore statunitense (Sacramento, n. 1963)
- Robert Picardo, attore statunitense (Filadelfia, n. 1953)
- Robert Powell, attore britannico (Salford, n. 1944)
- Robert Pralgo, attore statunitense (New York, n. 1966)
- Robert Preston, attore e cantante statunitense (Newton, n. 1918 - Montecito, † 1987)
- Robert Prosky, attore statunitense (Filadelfia, n. 1930 - Washington, † 2008)
- Robert Pugh, attore britannico (Aberdare, n. 1950)

## R(8)
- Robert Random, attore canadese (Chilliwack, n. 1943)
- Oliver Reed, attore britannico (Londra, n. 1938 - La Valletta, † 1999)
- Robert Reed, attore statunitense (Highland Park, n. 1932 - Pasadena, † 1992)
- Bobby Rhodes, attore italiano (Livorno, n. 1947)
- Robert Ri'chard, attore e produttore cinematografico statunitense (Los Angeles, n. 1983)
- Robert Ridgely, attore statunitense (Teaneck, n. 1931 - Los Angeles, † 1997)
- Robert Christopher Riley, attore statunitense (Brooklyn, New York, n. 1980)
- Robert Rusler, attore statunitense (Fort Wayne, n. 1965)

## S(20)
- Stack Pierce, attore statunitense (n. 1933 - † 2016)
- Robert Sacchi, attore italiano (Roma, n. 1932 - Los Angeles, † 2021)
- Bob Saget, attore, conduttore televisivo e comico statunitense (Filadelfia, n. 1956 - Orlando, † 2022)
- Robert Schable, attore statunitense (Hamilton, n. 1873 - Hollywood, † 1947)
- Robert Schenkkan, attore, drammaturgo e sceneggiatore statunitense (Chapel Hill, n. 1953)
- Bob Smith, attore statunitense (Buffalo, n. 1917 - Hendersonville, † 1998)
- Robert Scholz, attore cinematografico tedesco (Germania, n. 1886 - Berlino, † 1927)
- Robert Shaw, attore e scrittore britannico (Westhoughton, n. 1927 - Tourmakeady, † 1978)
- Robert Sheehan, attore irlandese (Port Laoise, n. 1988)
- Robert F. Simon, attore statunitense (Mansfield, n. 1908 - Tarzana, † 1992)
- Robert Smigel, attore, comico e sceneggiatore statunitense (New York, n. 1960)
- Scott Speedman, attore inglese (Londra, n. 1975)
- Robert Stack, attore statunitense (Los Angeles, n. 1919 - Beverly Hills, † 2003)
- Robert Stadlober, attore, musicista e doppiatore austriaco (Friesach, n. 1982)
- Robert Stanton, attore statunitense (San Antonio, n. 1963)
- Robert Stephens, attore britannico (Bristol, n. 1931 - Londra, † 1995)
- Bob Stephenson, attore statunitense (Oxnard, n. 1967)
- Robert Sterling, attore statunitense (New Castle, n. 1917 - Brentwood, † 2006)
- Robert Storm Petersen, attore e regista danese (n. 1882 - † 1949)
- Robert Strauss, attore statunitense (New York, n. 1913 - New York, † 1975)

## T(10)
- Robert Emmett Tansey, attore, sceneggiatore e regista statunitense (Brooklyn, n. 1897 - Los Angeles, † 1951)
- Robert Taylor, attore statunitense (Filley, n. 1911 - Santa Monica, † 1969)
- Robert Taylor, attore australiano (Melbourne, n. 1963)
- Robert Tessier, attore statunitense (Lowell, n. 1934 - Lowell, † 1990)
- R.H. Thomson, attore canadese (Richmond Hill, n. 1947)
- Guy Torry, attore statunitense (Saint Louis, n. 1969)
- Robert Torti, attore statunitense (Van Nuys, n. 1961)
- Robert Townsend, attore, regista e sceneggiatore statunitense (Chicago, n. 1957)
- Robert Trebor, attore statunitense (Filadelfia, n. 1953 - Los Angeles, † 2025)
- Bobby Troup, attore, pianista e cantautore statunitense (Harrisburg, n. 1918 - Los Angeles, † 1999)

## U(2)
- Robert Ugrina, attore e doppiatore croato (Zagabria, n. 1974)
- Robert Urich, attore statunitense (Toronto, n. 1946 - Thousand Oaks, † 2002)

## V(4)
- Robert Vaughn, attore statunitense (New York, n. 1932 - Danbury, † 2016)
- Robert G. Vignola, attore e regista statunitense (Trivigno, n. 1882 - Hollywood, † 1953)
- Robert Vito, attore statunitense (Tampa, n. 1987)
- Robert van Mackelenberg, attore australiano (Deventer, n. 1947)

## W(21)
- Robert Guillaume, attore e doppiatore statunitense (Saint Louis, n. 1927 - Los Angeles, † 2017)
- Robert Wagner, attore statunitense (Detroit, n. 1930)
- Robert Wahlberg, attore statunitense (Dorchester, n. 1967)
- Robert Walden, attore statunitense (New York, n. 1943)
- Robert Walker Jr., attore statunitense (New York, n. 1940 - Malibù, † 2019)
- Robert Walker, attore statunitense (Salt Lake City, n. 1918 - Los Angeles, † 1951)
- Robert Walker, attore statunitense (Bethlehem, n. 1888 - Los Angeles, † 1954)
- Robert Wall, attore statunitense (San Jose, n. 1939 - Los Angeles, † 2022)
- Robert Warwick, attore statunitense (Sacramento, n. 1878 - Los Angeles, † 1964)
- Robert Webber, attore statunitense (Santa Ana, n. 1924 - Malibù, † 1989)
- Red West, attore, cantautore e militare statunitense (Memphis, n. 1936 - Memphis, † 2017)
- Robert Westenberg, attore e cantante statunitense (Miami Beach, n. 1953)
- Robert J. Wilke, attore e stuntman statunitense (Cincinnati, n. 1914 - Los Angeles, † 1989)
- Robert Williams, attore statunitense (Glencoe, n. 1904 - Contea di Orange, † 1978)
- Robert Scott Wilson, attore e modello statunitense (Grafton, n. 1987)
- Robert Wisden, attore britannico (Brighton, n. 1958)
- Robert Wisdom, attore statunitense (Washington, n. 1953)
- Robert Więckiewicz, attore polacco (Nowa Ruda, n. 1967)
- Robert Wolders, attore olandese (Rotterdam, n. 1936 - Malibù, † 2018)
- Robert Woods, attore statunitense (San Francisco, n. 1936)
- Robert Wuhl, attore e comico statunitense (Union, n. 1951)

## Y(1)
- Robert Young, attore statunitense (Chicago, n. 1907 - Westlake Village, † 1998)

## Z(1)
- Robert Z'Dar, attore e produttore cinematografico statunitense (Chicago, n. 1950 - Pensacola, † 2015)